# DeJon Gomes

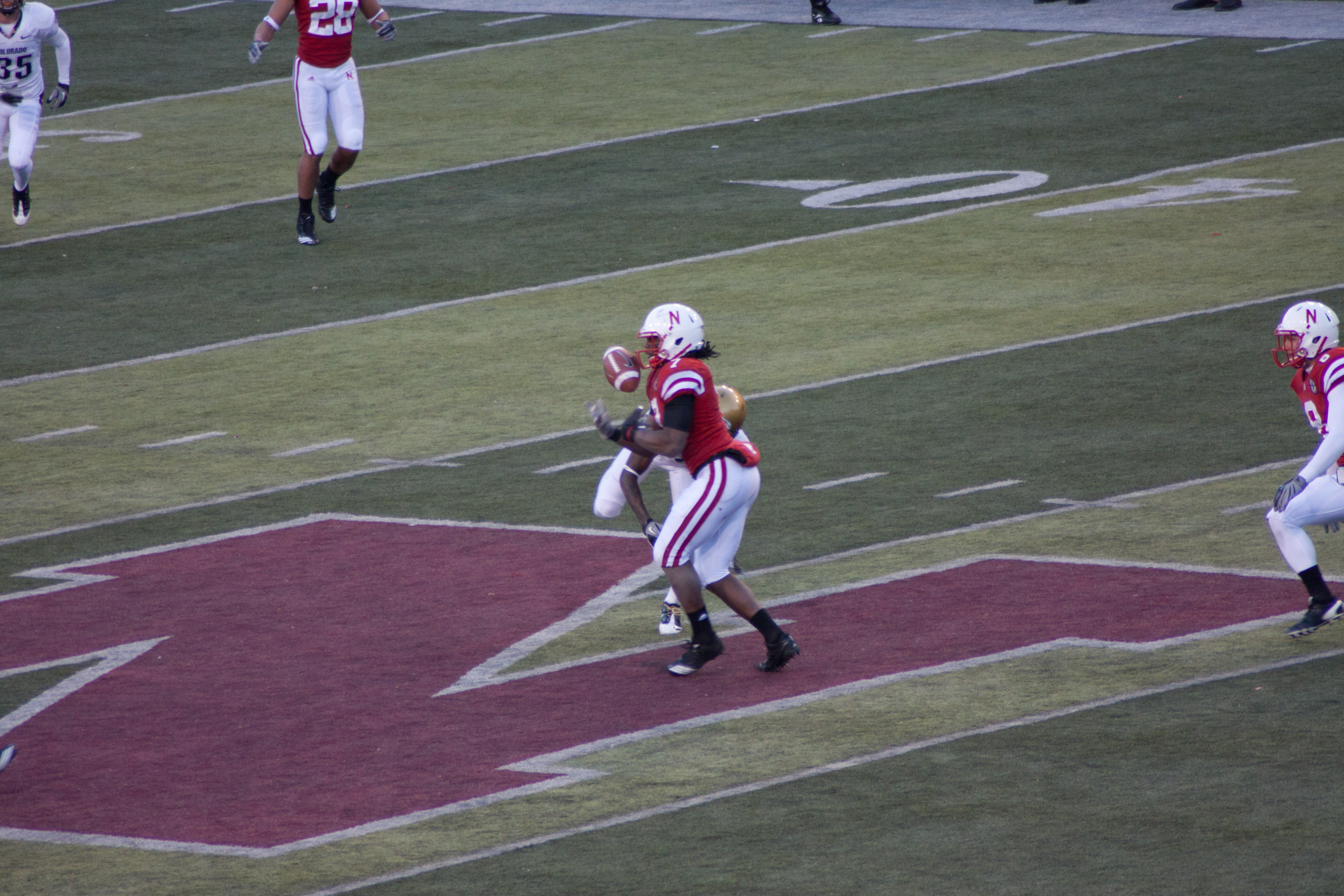
Gomes (2010)

DeJon Gomes (* 17. November 1989 in Hayward, Kalifornien) ist ein US-amerikanischer American-Football-Spieler auf der Position des Safeties. Er spielte 2011 und 2012 für die Washington Redskins und in der Saison 2013 für die Detroit Lions in der National Football League (NFL). Die Saison 2014 verpasste er verletzungsbedingt.
DeJon Gomes spielte College Football für die University of Nebraska. Er wurde im NFL Draft 2011 von den Redskins in der fünften Runde als 146. Spieler ausgewählt. Zur Saison 2013 wechselte er zu den Detroit Lions. In der Saisonvorbereitung 2014 verletzte er sich im Spiel gegen die Oakland Raiders so schwer, dass er die Saison verpasste und von den Lions entlassen wurde.